# Lilium Jet
Lilium Jet —  воздушное такси типа СВВП с электрическим приводом, разработанное немецкой компанией Lilium. Пятиместный экспериментальный образец Lilium Jet впервые взлетел в мае 2019 года.

## Разработка
Сначала были испытаны много различных моделей самолётов, и были изучены различные варианты конструкции, где крылья будут складываться вперёд, таким образом, самолёт мог приводиться в движение как СВВП и заряжаться всего за несколько часов от стандартной электрической розетки 240 В. Первый полумодельный демонстрационный прототип «Сокол» летал в 2015 году. Первый беспилотный полёт двухместного полноразмерного прототипа «Орла» состоялся 20 апреля 2017 года c аэродрома Миндельхайм-Мацци, Бавария, Германия.
Затем пятиместный беспилотный реактивный самолёт Lilium проходит лётные испытания на аэродроме Оберпфаффенхофен близ Мюнхена. К октябрю 2019 года, после 100 пробных полётов, была разработана система перевода двигателей с винтами из вертикального в горизонтальное положение, что позволило достичь скорости более 100 км/ч. Система управления позволяет  управлять поворотами с наклоном 25°, достичь высоких скоростей подъёма и спуска, поворотами во время неподвижного висения и боковыми наклонами. Возможность электрических неисправностей, отказов вентиляторов и закрылков предусматривается и нейтрализуется электрическими системами и системами управления полётом. В компании Lilium работает около 350 человек в Мюнхене, и она рассчитывает создать около 500 рабочих мест к 2025 году.
В июле 2019 года Lilium объявила Лондон базой своей команды разработчиков программного обеспечения. Инженерную команду возглавляет Карлос Моргадо, бывший технический директор компании Just Eat. Компания Lilum объявила о завершении строительства своего первого производственного объекта в октябре 2019 года. В том же месяце пятиместный реактивный самолёт Lilium получил награду Red Dot: дизайн-концепция для «Лучших из лучших».
Первый опытный образец сгорел во время технического обслуживания 27 февраля 2020 года. Второй частично готовый прототип остался целым.

## Конструкция
Самолёт Lilium Jet сконструирован как пятиместный самолёт. Он приводится в действие 36 электродвигателями с шестью из них на каждом из двух передних крыльев и по двенадцать на каждом заднем крыле. В дополнение к неподвижной части крыльев, каждый пропеллер и двигатель установлен в одну из двенадцати поворотных частей крыла, которые упоминаются производителем по аналогии с посадочными закрылками как закрылки. Приводные "закрылки" поворачиваются вниз для вертикального запуска. При переходе в горизонтальное положение, создаётся тяга вперёд. Это энергетически намного экономичнее, чем подъём на чистом винтокрыле.
Пятиместный самолёт Lilium Jet имеет дальность полёта 300 км, его 36 электродвигателей с винтами рассчитаны на питание от 1 МВт литий-ионных аккумуляторов, на один полёт требуется менее 200 кВт*час.

## Технические характеристики
Технические данные относятся к двухместному воздушному судну с начала 2016 года.
- экипаж = Нет (автопилот)
- вместимость = 2 пассажира, (5 планируется к 2025)
- собственный вес кг = 440
- максимальный взлётный вес кг = 640
- общая мощность электродвигателей = 320 кВт
- максимальная скорость = 300 км/час

## Использование
Компания Lilium GmbH планирует создать сервис воздушного такси для городского пассажирского транспорта с помощью Lilium Jet. В компании прогнозируют, что примерно через 10 лет беспилотные аппараты могут стать преобладающими.